# Cyrtopogon auripilosus
Cyrtopogon auripilosus là một loài ruồi trong họ Asilidae. Cyrtopogon auripilosus được Wilcox & Martin miêu tả năm 1936. Loài này phân bố ở vùng Tân Bắc giới.